# Šturmov potok
Štúrmov pôtok je levi pritok Drave iz vzhodnega dela Kozjaka. Izvira v gozdnati grapi pod vaškim jedrom Sv. Duha na Ostrem vrhu in teče sprva proti jugozahodu, nato proti jugu skozi gozd po globoki grapi (Vodnikova graba). Nekoliko niže dobi z leve največji pritok iz Zrnkove grabe (tudi Žrnkova graba), nato pa teče naprej proti jugu vse do izliva v Dravo tik pod glavno cesto Maribor–Dravograd.
Potok je izdelal globoko in ozko dolino v metamorfnih kamninah (Šturmova graba, Šturmov graben), predvsem v gnajsu, nekaj globokih in kratkih grap je tudi ob pritokih. Teče večinoma po živoskalni podlagi, na nekaterih mestih dela majhne slapiče, naplavin je v dnu doline malo.
Dolina je bila nekoč neposeljena in tudi zdaj je v ozki dolini le nekaj domov. Po dolini navzgor vodi lokalna cesta, ki više preide v gozdno cesto, po njej poteka tudi markirana planinska pot do Sv. Duha. V zgornjem delu Zrnkove grabe je ob planinski poti obnovljeni Virtičev mlin.